# كارل جاكوب هاين
كارل جاكوب هاين (بالإستونية: Karl Jakob Hein)‏ هو لاعب كرة قدم إستوني، ولد في 13 أبريل 2002 في بولفا في إستونيا.

## وصلات خارجية
- كارل جاكوب هاين على موقع الاتحاد الأوربي (الإنجليزية)
- كارل جاكوب هاين على موقع اتحاد إستونيا (الإنجليزية)
- كارل جاكوب هاين على موقع إي إس بي إن إف سي (الإنجليزية)
- كارل جاكوب هاين على موقع قاعدة بيانات كرة القدم.إي يو (الإنجليزية)
- كارل جاكوب هاين على موقع ناشيونال فوتبول تيمز (الإنجليزية)
- كارل جاكوب هاين على موقع Soccerbase.com (لاعب) (الإنجليزية)
- كارل جاكوب هاين على موقع Soccerway.com (الإنجليزية)
- كارل جاكوب هاين على موقع عالم كرة القدم.نت (الإنجليزية)